# Anna Korakaki
Anna Korakaki –en griego, Άννα Κορακάκη– (Salónica, 8 de abril de 1996) es una deportista griega que compite en tiro, en la modalidad de pistola.
Participó en dos Juegos Olímpicos de Verano, obteniendo dos medallas en Río de Janeiro 2016, oro en la prueba de pistola 25 m y bronce en pistola de aire 10 m, y el sexto lugar en Tokio 2020, en pistola de aire 10 m y en pistola 25 m.
Ganó cuatro medallas en el Campeonato Mundial de Tiro entre los años 2018 y 2023, y tres medallas en el Campeonato Europeo de Tiro entre los años 2019 y 2023.
En los Juegos Europeos consiguió cuatro medallas, una de plata en Bakú 2015 (pistola 10 m mixto), dos en Minsk 2019, oro en pistola 25 m y plata en pistola 10 m, y una de oro en Cracovia 2023 (pistola 25 m).
Fue la abanderada de Grecia en la ceremonia de apertura de los Juegos de Tokio 2020.

## Palmarés internacional
| Juegos Olímpicos   | Juegos Olímpicos         | Juegos Olímpicos  | Juegos Olímpicos      |
| Año                | Lugar                    | Medalla           | Prueba                |
| ------------------ | ------------------------ | ----------------- | --------------------- |
| 2016               | Río de Janeiro (Brasil)  | Medalla de oro    | Pistola 25 m          |
| 2016               | Río de Janeiro (Brasil)  | Medalla de bronce | Pistola 10 m          |
| Campeonato Mundial |                          |                   |                       |
| Año                | Lugar                    | Medalla           | Prueba                |
| 2018               | Changwon (Corea del Sur) | Medalla de oro    | Pistola 10 m          |
| 2022               | El Cairo (Egipto)        | Medalla de plata  | Pistola 10 m          |
| 2023               | Bakú (Azerbaiyán)        | Medalla de plata  | Pistola 10 m          |
| 2023               | Bakú (Azerbaiyán)        | Medalla de plata  | Pistola estándar 25 m |
| Juegos Europeos    |                          |                   |                       |
| Año                | Lugar                    | Medalla           | Prueba                |
| 2015               | Bakú (Azerbaiyán)        | Medalla de plata  | Pistola 10 m mixto    |
| 2019               | Minsk (Bielorrusia)      | Medalla de oro    | Pistola 25 m          |
| 2019               | Minsk (Bielorrusia)      | Medalla de plata  | Pistola 10 m          |
| 2023               | Breslavia (Polonia)      | Medalla de oro    | Pistola 25 m          |
| Campeonato Europeo |                          |                   |                       |
| Año                | Lugar                    | Medalla           | Prueba                |
| 2019               | Lonato (Italia)          | Medalla de plata  | Pistola 10 m          |
| 2020               | Breslavia (Polonia)      | Medalla de bronce | Pistola 10 m          |
| 2023               | Tallin (Estonia)         | Medalla de oro    | Pistola 10 m          |